# 張趯
张趯（？—？），春秋时期晋国人，张氏。
前539年春正月，郑国游吉到晋国，为晋平公的宠姬少姜送葬。梁丙与张趯迎见。张趯对游吉表示理解，游吉认为张趯明白事理，犹在君子之后列。秋七月，郑国的罕虎到晋国，张趯派人对游吉说：“自从你回去以后，小人扫除先人的旧房子，说，‘您可能会来的。’现在子皮来了，小人失去了希望。”游吉说：“游吉的地位低下，不能前来，这是由于害怕大国、尊敬夫人的缘故。而且孟说‘你将要没事了’，游吉大概没事了。”前537年，薳启彊对楚灵王说，提及韩起之下有赵成、中行吴、魏舒、范鞅、知盈，叔向之下有祁午、张趯、籍谈、女齐、梁丙、张骼、辅跞、苗贲皇，认为他们都是诸侯能选拔的能人。前533年晋国梁丙、张趯率阴戎伐颍。